# Allen Fieldhouse
Le Allen Fieldhouse est une salle de sports située à Lawrence dans le Kansas. Elle appartient à l'Université du Kansas et sert principalement pour les matchs de basket-ball de l'équipe universitaire : les Jayhawks du Kansas.

## Histoire
La salle a été inaugurée le 1er mars 1955 et peut accueillir 16 300 personnes pour les matchs de basket-ball. Elle a été nommée en l'honneur de Dr. Forrest C. "Phog" Allen qui a entraîné l'équipe masculine de basket-ball pendant 39 ans. Le terrain de basket est lui nommé en l'honneur de l'inventeur du basket-ball James Naismith, qui fut le premier entraîneur des Jayhawks du Kansas.

## Galerie

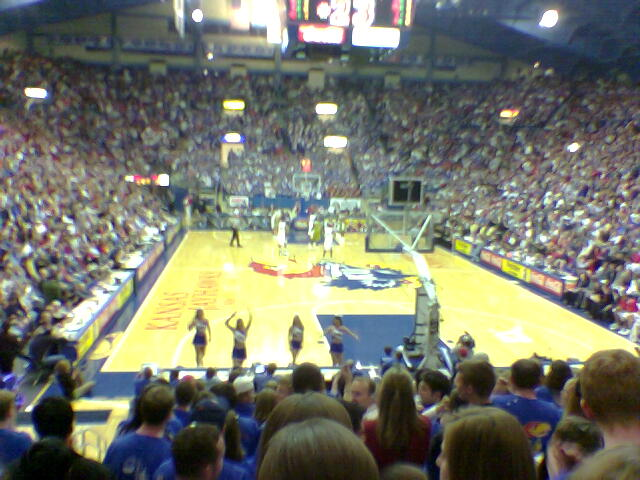
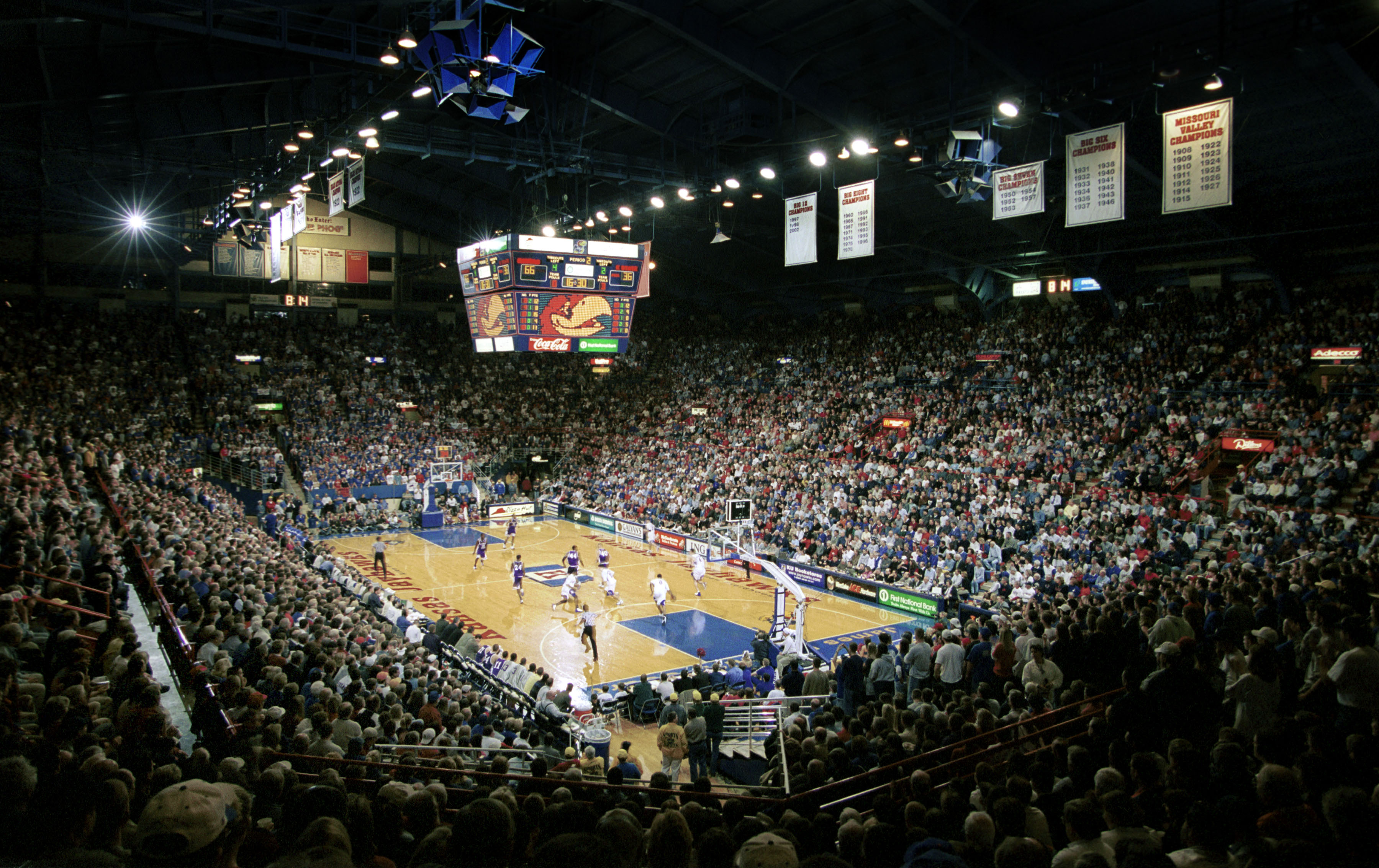